# アブラカダブラ (レディー・ガガの曲)
「アブラカダブラ」（英: Abracadabra）は、レディー・ガガの楽曲。
彼女の8枚目のスタジオ・アルバム『メイヘム』からの2枚目のシングルとして2025年2月3日に発売された。

## リリース
ガガが2025年1月27日に次のスタジオアルバムのタイトルが『メイヘム』になると発表した直後、バラエティは彼女が同年2月2日の第67回グラミー賞で新しいシングルを初披露すると報じた。イベント中、ガガはその楽曲をパフォーマンスし、ミュージックビデオを公開した。

## ミュージックビデオ
「アブラカダブラ」のミュージックビデオは、ガガが「パリス・ゴーベル」および「ベサニー・バルガス」と協力して監督した。ティーザーは第67回グラミー賞のコマーシャルブレイク中に公開され、その後、彼女のプラットフォームで正式にリリースされた。黒、白、赤のドラマチックな美学を特徴とするこのビデオは、大胆な衣装と精巧な振り付けのガガを描き、彼女の独特なスタイルをさらに際立たせている。

## 収録曲
- デジタル・ダウンロード[9][10]

1. 「アブラカダブラ」 – 3:43

## チャート
| チャート (2025年)                         | 最高 順位 |
| ----------------------------------------- | --------- |
| アルゼンチン (Argentina Hot 100)          | 37        |
| オーストラリア (ARIA)                     | 12        |
| ベルギー (Ultratop 50 Wallonia)           | 17        |
| ベルギー (Ultratop 50 Flanders)           | 25        |
| ブラジル (Hot 100 Airplay)                | 10        |
| カナダ (Canadian Hot 100)                 | 12        |
| カナダ CHR/Top 40 (Billboard)             | 30        |
| カナダ Hot AC (Billboard)                 | 32        |
| クロアチア (HRT)                          | 1         |
| フランス (SNEP)                           | 13        |
| ドイツ (GfK Entertainment charts)         | 4         |
| Global 200 (Billboard)                    | 5         |
| ハンガリー (Single Top 40)                | 6         |
| アイルランド (IRMA)                       | 6         |
| イタリア (FIMI)                           | 28        |
| Japan Hot Overseas (Billboard Japan)      | 4         |
| オランダ (Dutch Top 40)                   | 21        |
| オランダ (Single Tip)                     | 12        |
| ニュージーランド・ホット・シングル (RMNZ) | 13        |
| スロバキア (Rádio Top 100)                | 43        |
| スウェーデン (Sverigetopplistan)          | 8         |
| スイス (Schweizer Hitparade)              | 5         |
| UK シングルス (OCC)                       | 3         |
| US Billboard Hot 100                      | 13        |
| US Adult Top 40 (Billboard)               | 23        |
| US Pop Airplay (Billboard)                | 18        |

## 発表史
| 国・地域       | 日付         | フォーマット                        | レーベル         | 参照   |
| -------------- | ------------ | ----------------------------------- | ---------------- | ------ |
| 多数           | 2025年2月3日 | デジタルダウンロード ストリーミング | インタースコープ | [ 36 ] |
| イタリア       | 2025年2月3日 | ラジオ・エアプレイ                  | ユニバーサル     | [ 37 ] |
| アメリカ合衆国 | 2025年2月7日 | コンテンポラリー・ヒット・ラジオ    | インタースコープ | [ 38 ] |